# Bronisław Marciniak

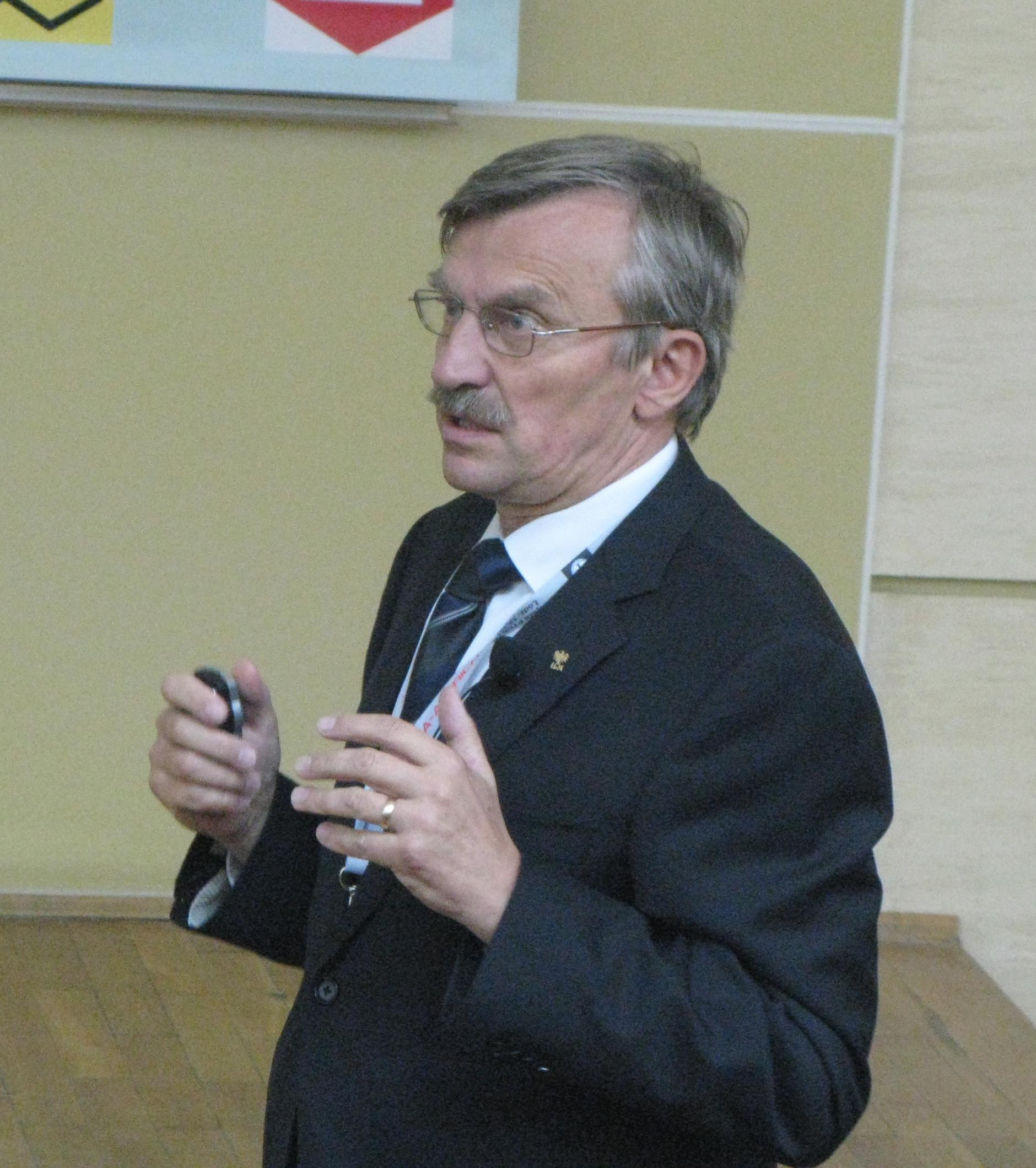
Bronisław Marciniak (2009)

Bronisław Marciniak (* 30. Juni 1950 in Pleszew) ist ein polnischer Chemiker und Rektor der Adam-Mickiewicz-Universität Posen.
Bronisław Marciniak schloss sein Chemie-Studium an der Adam-Mickiewicz-Universität Posen 1973 als Magister ab. Danach arbeitet er an der Universität als Dozent. 
1979 promovierte er und war von 1981 bis 1989 Adjunkt am Chemielehrstuhl.
1989 habilitierte Marciniak zum Dr. habil. und lehrte weiter an der Universität in Posen. 1996 bis 1999 war er Prodekan der Fakultät für Chemie, 1998 wurde er Professor. Von 1999 bis 2005 war Bronisław Marciniak Prorektor für den Bereich Forschung und internationale Zusammenarbeit. Seit 2008 war er Rektor der Adam-Mickiewicz-Universität. Zudem wurde er für 2012 bis 2016 zum Leiter der Rektorenkonferenz der polnischen Universitäten gewählt.
Bronisław Marciniak ist verheiratet und hat drei Kinder.